# Wittenheim
Wittenheim – miejscowość i gmina we Francji, w regionie Grand Est, w departamencie Górny Ren.
Według danych na rok 1990 gminę zamieszkiwały 14 324 osoby, a gęstość zaludnienia wynosiła 753 osób/km² (wśród 903 gmin Alzacji Wittenheim plasuje się na 12. miejscu pod względem liczby ludności, natomiast pod względem powierzchni na miejscu 79.).